# Adolphe Ier du Palatinat
Pour les articles homonymes, voir Adolphe Ier.
 (mars 2020).
Si vous disposez d'ouvrages ou d'articles de référence ou si vous connaissez des sites web de qualité traitant du thème abordé ici, merci de compléter l'article en donnant les références utiles à sa vérifiabilité et en les liant à la section « Notes et références ».
Adolphe Ier du Palatinat dit « l'Idiot »  (en allemand : der Einfältige), né à Wolfratshausen le 27 septembre 1300 et mort le 29 janvier 1327 à Neustadt, fut comte palatin du Rhin titulaire de 1319 à 1327.

## Biographie
Deuxième fils de Rodolphe Ier du Palatinat et de Mathilde de Nassau (en), Adolphe Ier devient l'héritier du titre à la mort de son frère aîné Louis, décédé à peine adolescent. Il épouse en 1320 Ermengarde d'Oettingen († 1389), fille du comte Louis VI d'Oettingen et de son épouse Agnès de Wurtemberg, fille d'Eberhard l'Illustre, duc de Wurtemberg.
Adolphe Ier ne règnera jamais réellement, son oncle Louis IV ayant occupé le Palatinat jusqu'à ce qu'un accord avec les frères d'Adolphe et son fils Robert II, électeur palatin du Rhin, soit conclu à Pavie en 1329. Le couple princier a sa résidence à Heidelberg sous le contrôle de Louis IV mais finit par se retirer à Oggersheim vers 1326. Adolphe y fait reconstruire le bourg détruit par un incendie, l'entoure d'un rempart ou de douves et l'élève au rang de ville. Il meurt de façon prématurée à Neustadt an der Weinstraße et est enterré dans le monastère cistercien de Schönau près de Heidelberg.
Sa femme se retirera avec ses enfants au monastère dominicain de Liebenau près de Worms la même année. Elle y prononce ses vœux 20 ans plus tard et y sera inhumée à sa mort en 1389.
La belle-fille d'Ermengarde, Béatrice d'Aragon, fille du roi Pierre II de Sicile, lui rendra parfois visite au monastère, où elle aurait même donné naissance à son fils, Robert, le futur roi Robert Ier, qui y sera élevé jusqu'à l'âge de 7 ans par sa grand-mère.

## Descendance
Trois enfants sont issus de son union avec Ermengarde d'Oettingen (en)
- Robert II du Palatinat ;
- Adolphe(† jeune) ;
- Frédéric (1326 † jeune) ;

- une fille († 1389), qui épouse le comte Meinhard Ier d'Ortenburg.

À la mort de leur père, ils sont placés sous la tutelle du comte Jean de Nassau, du parti autrichien.